# Военачальник (вермахт)
Военачальник (от нем. Militärbefehlshaber, официальная аббревиатура MilBfh.) — высокопоставленная должность в оккупированных вермахтом странах во время Второй мировой войны. Позицию обычно занимал генерал армии или авиации.

Командный флаг военачальника

## Задача
Как глава военной администрации, военачальник являлся высшим представителем оккупационной власти в оккупированной стране и осуществлял контроль над оккупированной страной как де-факто военный губернатор. За это отвечал его собственный штаб. В зависимости от размера занимаемой территории он делился на военно-административные округа, оберфельдкомандатурен и фельдкомандатурен.
Военачальники назначались главнокомандующим армией (OBdH) и осуществляли исполнительную власть от его имени. ОбдХ во время войны был у фон Браухича до декабря 1941 года, затем у Гитлера до его смерти в апреле 1945 года . В повседневных делах военачальник получал указания от генерал-квартирмейстера армии.

## Отличие от других служб в оккупированных странах
Оперативные боевые части вермахта, дислоцированные в оккупированном районе, подчинялись не военачальнику, а верховному главнокомандующему (ОБ) района, который подчинялся непосредственно Верховному командованию вермахта (ОКВ) или, на Восточном фронта, Верховному командованию сухопутных войск (ОКХ). Единственным исключением из этого разделения был район юго -востока (ориентировочно территория Югославии), где функции командующего войсками и верховного главнокомандующего совмещались в вермахте командующим юго -востоком.
В странах и территориях под гражданским управлением (Норвегия, Нидерланды, Дания, Нормандские острова) не было военачальника. Там командующий вермахтом (WBF) осуществлял военный суверенитет, но не отвечал за управление.

## Командные районы военачальников

### Бельгия и север Франции
20 мая 1940 г. было создано Командование Главнокомандующего вооруженными силами Бельгии; 28 мая 1940 года он был переименован и расширен до «Командующий вооруженными силами Бельгии и Северной Франции». Район командования состоял из территории оккупированной Бельгии вместе с двумя французскими департаментами Па-де-Кале и Нор. Штаб-квартира находилась в Брюсселе. Командирами были:
- Александр фон Фалькенхаузен с 22 мая 1940 г. по 15 июля 1944 г.
- Мартин Гразе с 18 июля по 16 сентября 1944 г., затем другие утверждения.

### Франция
Военная комендатура Франции (MBF) была создана 16 октября 1940 года в Париже. До этого должность начальника администрации с конца июня занимал начальник военной администрации (генерал Альфред Стрецциус). Район командования охватывал всю оккупированную Францию, за исключением двух департаментов Па-де-Кале и Нор, которые были закреплены за военным командующим Бельгии-Северной Франции. Штаб-квартира MBF и его центральные отделы находились в отеле Majestic на авеню Клебер; отчеты о состоянии MBF доступны онлайн. Военачальниками были:
- Отто фон Штюльпнагель с 25 октября 1940 г. по 13 февраля 1942 г.
- Карл-Генрих фон Штюльпнагель с 14 февраля 1942 года по 21 июля 1944 года (арестован после покушения на Гитлера)
- Карл Китцингер с 22 июля по 4 октября 1944 г.

### Греция
Командующий Южной Грецией, с 25 августа 1943 г. затем командующий вооруженными силами Греции (MBGR). Командный пункт был расформирован 15 октября 1944 года. в августе 1944 г. в состав командования района входили командование штаба, командующий крепостью Крит и командующий Восточно-Эгейским. Командирами были:
- Хельмут Фельми с 21 июня 1941 г. по 8 сентября 1942 г.
- Вильгельм Шпайдель с 8 сентября 1942 г. по 27 апреля 1944 г.
- Хайнц Шёрлен с июня по сентябрь 1944 г.[4]

### Сербия
Военный командующий Сербии был назначен в 1941 году. Приказом ОКХ 48, 48а и 48б от июля 1943 г. («Перестройка по командованию управления и обороны юго-восточного направления»): командование переименовано в командующее войсками Юго-Востока. В сентябре 1944 года штаб был призван создать Департамент сербской армии.
Командиры были:
- Хельмут Ферстер
- Людвиг фон Шредер с июня до своей смерти в июле 1941 г.
- Генрих Данкельманн с 29 июля по 20 октября 1941 г.
- Франц Бёме с 16 сентября по 2 декабря 1941 г.
- Пол Бейдер с 11 декабря 1941 г. по 25 августа 1943 г.
- Ханс-Густав Фельбер с 15 августа 1943 г. по 26 сентября 1944 г.